# Lahmar
Lahmar (în arabă االحمر) este o comună din provincia Béchar, Algeria.
Populația comunei este de 2.061 de locuitori (2009).